# Andriamisara
Andriamisara – według ustnej tradycji założyciel pierwszego państwa ludu Sakalawa na Madagaskarze. 

## Życiorys
Rządził na początku XVII wieku. Miał pokonać swojego brata dzięki sile, uzyskanej od cudownego talizmanu. Andriamisara przypuszczalnie wywodził się z rządzącej na południu wyspy dynastii Maroserana, która wzięła swój początek od Anosi. Istnieje również pogląd, że przodkowie władcy pochodzili od Arabów. Stolicą państwa Andriamisara było miasto Bengi, położone nad rzeką Sakalawa, dopływem Mangoki.
Następcą Andriamisara był Andriandahifotsi, jego syn vel siostrzeniec.